# 知立市立知立小学校
知立市立知立小学校（ちりゅうしりつ ちりゅうしょうがっこう）は、愛知県知立市中町に位置する公立小学校である。

## 地理
知立市街地の北側にあり、国道1号と国道155号、名鉄名古屋本線と名鉄三河線に挟まれたひし形のエリアに位置している。学区のほぼ中央を国道1号と国道155号が通っている。名鉄知立駅から北東700メートルに位置している。学区内には三河国二宮であり知立まつりを開催する知立神社がある。かつての東海道の宿場町である池鯉鮒宿も学区内にあり、学区内には知立神社のほかにも、池鯉鮒宿本陣跡などの名所旧跡が多く残っている。寺院としては総持寺や小松寺や宝蔵寺や慈眼寺などがある。

## 歴史

### 年表
- 1873年（明治6年）9月24日 - 第二大学区内第七番中学区内第二十三番小学知立学校として創立。
- 1892年（明治25年）8月15日 - 知立町外12か村学校組合立第一高等小学校（1906年知立高等小学校に改称）が開校。
- 1908年（明治41年）3月31日 - 知立尋常小学校に改称。[2]。知立第四尋常小学校と知立高等小学校が知立尋常小学校に統合され、高等科を併設する。
- 1938年（昭和13年）8月 - 現在地に移転。[2]
- 1941年（昭和16年） - 知立町立知立国民学校に改称。
- 1947年（昭和22年） - 知立町立知立小学校に改称。
- 1962年（昭和37年） - 体育館が竣工。[2]
- 1963年（昭和38年） - プールが竣工。[2]
- 1970年（昭和45年）12月1日 - 知立市立知立小学校に改称。

### 沿革
1873年（明治6年）9月24日、「第二大学区内第七番中学区内第二十三番小学知立学校」として、了運寺の庫裡を仮教室として創立された。詳細は不明であるが、男女共学であるものの児童数は少なく、女子は1-2人だったという。問屋場跡に移転していた時期もあったが、1895年（明治28年）には西新地に校舎を新築して移転した。
1908年（明治41年）には碧海郡知立第四尋常小学校を分校化（東教室）したが、東教室は1914年（大正3年）に来迎寺尋常小学校（現在の知立市立来迎寺小学校）として分離した。1937年（昭和12年）3月27日には火災に遭ったため、1938年（昭和13年）8月には知立尋常小学校が現在地の花山に移転し、高等科（現在の知立市立知立中学校）を東広見に分離した。
戦後の1960年（昭和35年）には東運動場を拡張し、1962年（昭和37年）には体育館が竣工し、1963年（昭和38年）にはプールが竣工した。1965年（昭和40年）頃からは児童数が急増し、1973年（昭和48年）には学級数46学級・児童数1814人のマンモス校となっている。同年には開校100年記念式典を開催し、1974年（昭和49年）には知立市立知立西小学校を分離した。
1988年（昭和63年）には校舎を大規模改築し、1991年（平成3年）には体育館を大規模改築した。

### 児童数の変遷
『愛知県小中学校誌』（2018年）によると、児童数の変遷は以下の通りである。
| 1947年（昭和22年） | 1205人 |  |
| 1957年（昭和32年） | 1522人 |  |
| 1967年（昭和42年） | 1344人 |  |
| 1977年（昭和52年） | 1355人 |  |
| 1987年（昭和62年） | 1067人 |  |
| 1997年（平成9年）  | 853人  |  |
| 2007年（平成19年） | 828人  |  |
| 2017年（平成29年） | 862人  |  |

## 出身者
- 石川智子（知立市長）